# Burr Oak (Kansas)
Burr Oak és una població dels Estats Units a l'estat de Kansas. Segons el cens del 2000 tenia 265 habitants.

## Demografia
Segons el cens del 2000, Burr Oak tenia 265 habitants, 128 habitatges, i 72 famílies. La densitat de població era de 123,3 habitants per km².
Dels 128 habitatges en un 20,3% hi vivien nens de menys de 18 anys, en un 46,9% hi vivien parelles casades, en un 7% dones solteres, i en un 43% no eren unitats familiars. En el 39,1% dels habitatges hi vivien persones soles el 24,2% de les quals corresponia a persones de 65 anys o més que vivien soles. El nombre mitjà de persones vivint en cada habitatge era de 2,07 i el nombre mitjà de persones que vivien en cada família era de 2,78.
Per edats la població es repartia de la següent manera: un 22,3% tenia menys de 18 anys, un 5,3% entre 18 i 24, un 20,8% entre 25 i 44, un 27,2% de 45 a 60 i un 24,5% 65 anys o més.
L'edat mediana era de 46 anys. Per cada 100 dones de 18 o més anys hi havia 77,6 homes.
La renda mediana per habitatge era de 18.750 $ i la renda mediana per família de 30.357 $. Els homes tenien una renda mediana de 21.111 $ mentre que les dones 16.250 $. La renda per capita de la població era de 10.726 $. Entorn del 19,1% de les famílies i el 21,8% de la població estaven per davall del llindar de pobresa.

## Poblacions més properes
El següent diagrama mostra les poblacions més properes.